# Maserati GranSport
Der Maserati GranSport ist ein Derivat des seit Ende 2001 hergestellten Maserati Coupé mit 4,2-Liter-Ferrari-V8-Motor. Er wurde im Herbst 2004 als GranSport (Coupé) auf dem Genfer Auto-Salon vorgestellt. später folgte der offene Spyder. Der Name GranSport greift eine Bezeichnung eines klassischen Maserati-Modells auf; als GranSport wurden 1956 und 1957 besondere Coupés der Baureihe A6G/54 verkauft.

## GranSport Coupé
Der auf dem Coupé basierende GranSport erhält dezente Retuschen an der Karosserie, kleine technischen Änderungen an Motor und Schaltung. Maserati verkürzte die Reaktionszeit seiner F1/Cambiocorsa-Schaltung („Rennschaltung“). Die neuen Front- und Heckschürzen sorgen zusammen mit der kleinen Abrisskante auf dem Kofferraumdeckel für mehr Abtrieb. Zudem wurde die Karosserie des GranSport um zehn Millimeter abgesenkt und das Fahrwerk straffer abgestimmt. Alles zusammen verbessert das Fahrverhalten und verringert Auftrieb und Luftwiderstand (cw = 0,33). Mit dem GranSport Coupé konkurrierte Maserati mit Porsche 996 GT3 und Ferrari 360 Challenge Stradale.
Die Produktionszahlen des GranSport Coupé lauten: 

2005: 813 Einheiten

2006: 1.156

2007: 183

Insgesamt wurden somit 2.152 GranSport Coupé gebaut.

## GranSport Spyder
Der GranSport Spyder ist ein offener Zweisitzer und baut auf dem GranSport Coupé auf. Das Stoffverdeck des Zweisitzers lässt sich vollautomatisch innerhalb von rund 23 Sekunden öffnen und schließen. Allerdings funktioniert die Verdecköffnung nur im Stillstand des Autos inklusive angezogener Handbremse. Er ist als Konkurrenzmodell zu Mercedes SL 500 und Porsche 911 Cabrio aufgestellt. Es wurden nur 472 Spyder gebaut, 83 Stück davon in Deutschland zugelassen.
Hauptunterschiede GranSport / Spyder gegenüber 4200 Coupé:
- Fahrwerksabstimmung (elektronisches Fahrwerk mit Tieferlegung, 10 mm)
- veränderte Anbauteile der Karosserie (Schweller, Schürzen, vergrößerter und verchromter Kühlergrill)
- nahezu komplett veränderter Innenraum mit neuen (Sport)sitzen, geänderten Instrumenten, und neuen Bedienelementen in Einbauteilen aus Karbon
- Motorleistung erhöht (+7 kW) auf nunmehr 295 kW (400 PS) und 452 Nm
- Höchstgeschwindigkeit (+5 km/h) 290 km/h Spitze
- Beschleunigung von 0 auf Tempo 100 km/h in 4,85 s
- kürzere Reaktionszeit/Gangwechsel der F1/Cambiocorsa-Schaltung.
- klingt durch den per Knopfdruck zu öffnenden Klappenauspuff deutlich lauter als das bereits sehr laute Basismodell (in Deutschland gilt ab Juli 2016 hierfür der Grenzwert von 72 Dezibel)
- war ausschließlich mit halbautomatischem „Cambiocorsa“-Getriebe erhältlich

## GranSport MC Victory
Die exklusivste Variante des GranSport war jene, die in Anerkennung an den Sieg eines Maserati-Teams in der FIA GT-Serie 2005 lanciert wurde. Die Leistungsdaten blieben unverändert, allerdings wurden einige Verbesserungen vorgenommen. Am auffälligsten sind die aerodynamisch geformten Karbon-Spoiler, sowohl an der Front, als auch am Heck. Die Lenkung wurde verbessert und ist präziser als im GranSport. Im Innenraum fallen die deutlich schlankeren Schalensitze auf. Ansonsten gab es zahlreiche optische Veränderungen (blaue Karbon-Verkleidungen am Armaturenbrett, an der Mittelkonsole und an den Seitenteilen der Türen, sowie feinstes Alcantara-Leder).
Gebaut wurden nur 180 Stück.

## Galerie

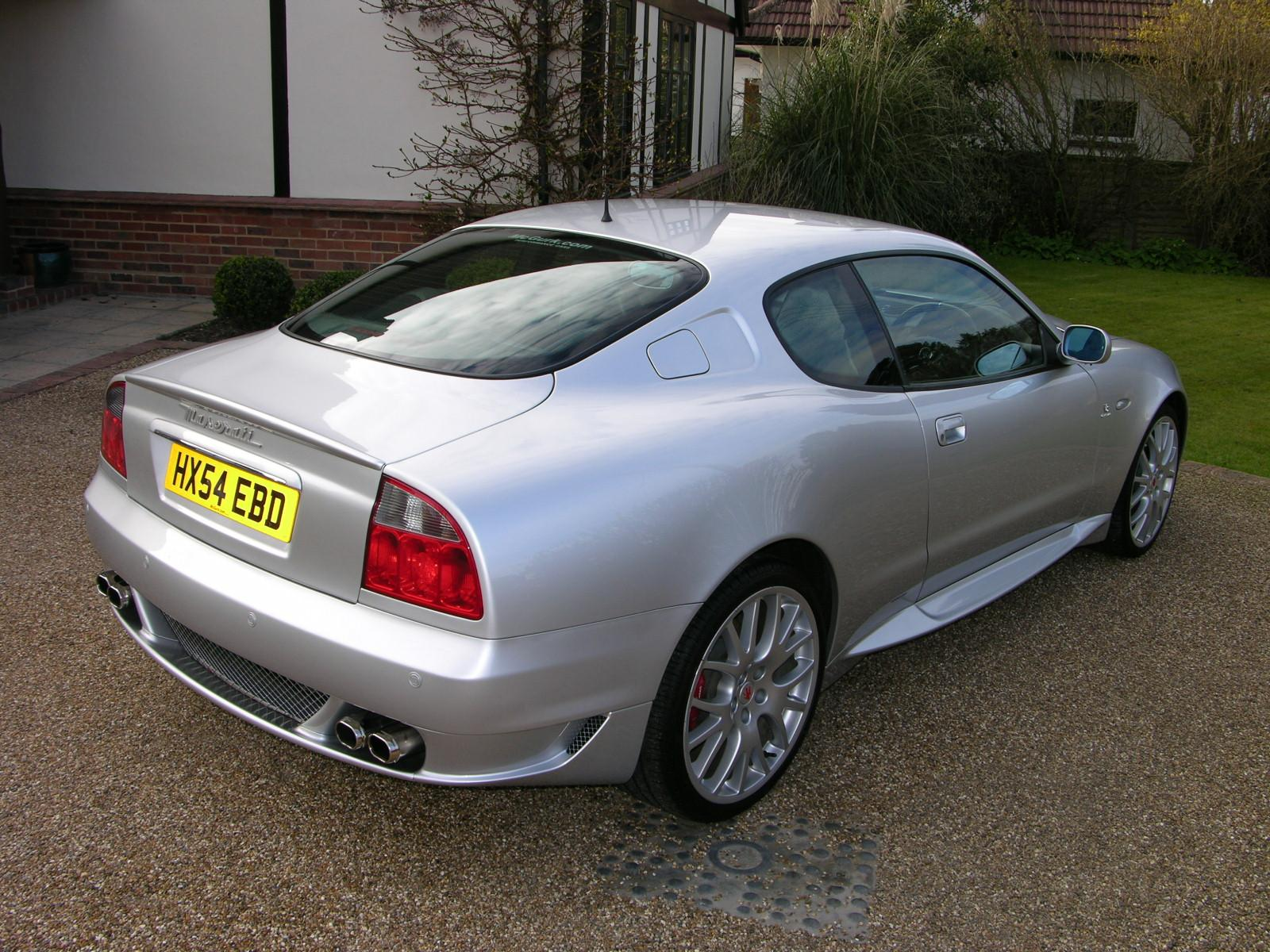
Heckansicht
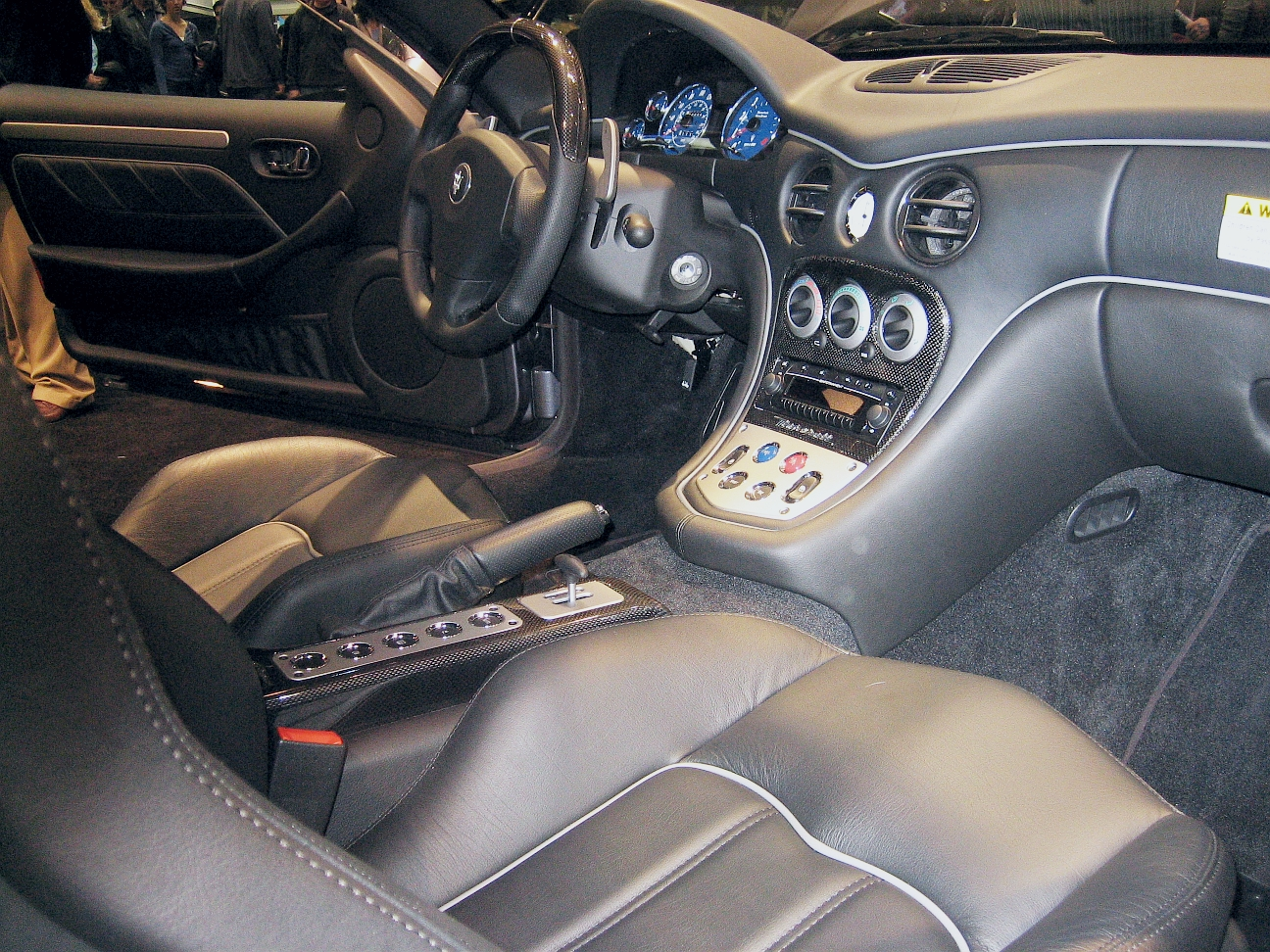
Interieur
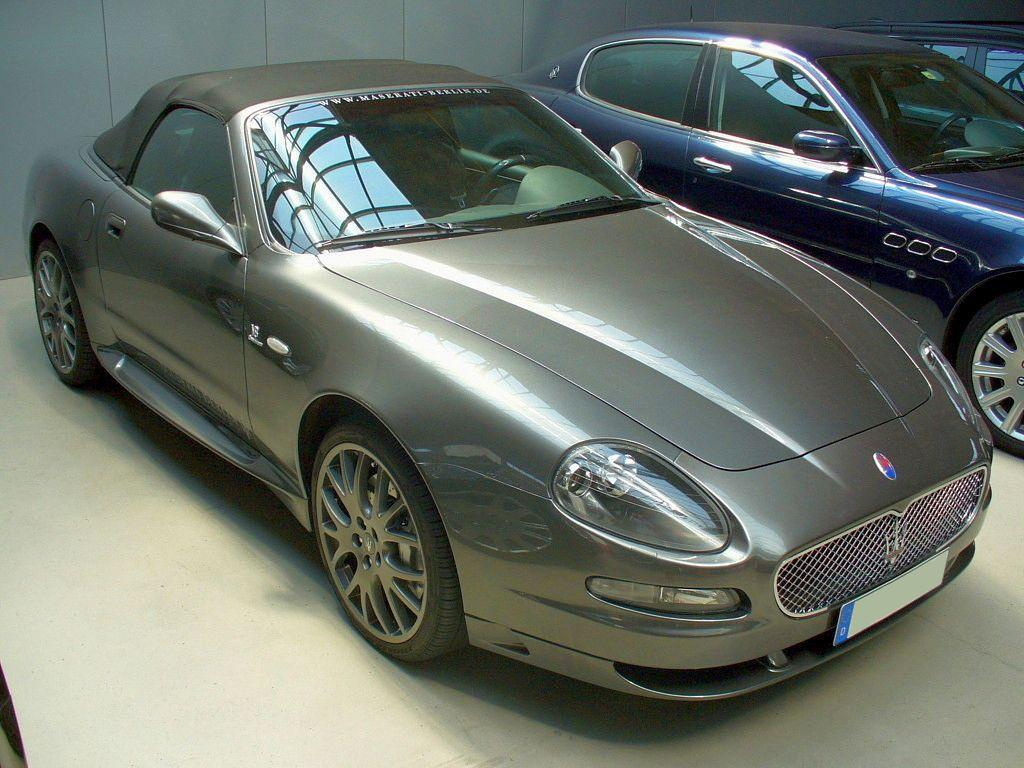
Maserati GranSport Spyder

## Technische Daten
| Maserati:           | GranSport                    | GranSport Spyder             |
| ------------------- | ---------------------------- | ---------------------------- |
| Motorbauart:        | 8 Zylinder V-Frontmotor      | 8 Zylinder V-Frontmotor      |
| Hubraum:            | 4244 cm³                     | 4244 cm³                     |
| Leistung:           | 295 kW (400 PS) bei 7000/min | 295 kW (400 PS) bei 7000/min |
| Drehmoment:         | 452 Nm bei 4500/min          | 452 Nm bei 4500/min          |
| Vmax:               | 290 km/h                     | 285 km/h                     |
| 0 – 100 km/h:       | 4,85 s                       | 5,0 s                        |
| Verbrauch l/100 km: | 18,6 l Super                 | 17,5 l Super                 |
| Tankinhalt:         | 88 l                         | 88 l                         |
| Gewicht:            | 1580 kg                      | 1680 kg                      |